# Life Goes On (jeu vidéo)
Pour les articles homonymes, voir Life Goes On.
Life Goes On est un jeu vidéo de plates-formes et de réflexion développé et édité par Infinite Monkeys, sorti en 2014 sur Windows, Mac, Linux et PlayStation 4.

## Accueil
- Canard PC : 5/10[1]